# Matt Bennett
Matthew "Matt" H. Bennett, född 13 november 1991 i Massapequa i delstaten New York, är en amerikansk skådespelare, sångare och manusförfattare. Han är med i bland annat tv-serien  Victorious där han spelar nörden Robbie Shapiro.

## Filmer
- The Virginity Hit
- Text Me
- Bridesmaids
- Me and Earl and the Dying Girl
- The Stanford Prison Experiment

## TV
- Totally for Teens
- Victorious
- Harry Goldsmith
- Michael & Michael Have Issues
- BrainSurge
- iCarly
- Figure It Out
- Sam & Cat
- The Big Bang Theory
- Shameless
- Game Shakers
- Matt Bennett på Internet Movie Database (engelska)